# DORA

DORA（ドラ）とは、日本テレビ放送網アナウンサー3人で結成された歌手ユニット。
1992年7月から1993年12月までの約1年半活動した。プロデュースは『夜も一生けんめい。』等を担当していた小杉善信。

## メンバー
- 永井美奈子（1988年入社） - 実質的なリーダー格。
- 米森麻美（1989年入社）
- 藪本雅子（1991年入社）

## 概要
1992年7月放送の『夜も一生けんめい。』に永井・米森・藪本の若手アナウンサー3人をアイドルユニットに仕立てて出演させるというシャレのような企画がはじまりであった。だが、記者発表会を通じた反応が良く、日本テレビ開局40周年企画の一環で期間限定ユニットとして活動することが正式に決定した。3人組アイドルグループのMi-Keにあやかり、同番組のレギュラーであった美川憲一に「DORA」（三毛猫→ドラ猫）と名付けられた。尚、CDでは「Three DORAstic OL of NTV」と説明されている。
小杉はDORAを結成した理由として、日本テレビが当時女子アナブームの後塵を拝していたことを背景に「フジテレビなど他局のアナウンサーは一人ひとりの個性が強いが、日本テレビのアナウンサーはそれが弱い。ならば、複数集まることでそれぞれの個性や魅力が伝わるのではないか」「『一本の矢じゃ弱いが三本集まれば折れない』ということをアピールしたい」と語っていた。
永井と藪本が司会を務めていた深夜のファッション番組『クチュリエで道楽』（1992年4月 - 1993年3月放送）でDORAとの連動企画（「DORAの店」「DORA DRAMA」など）が度々放送されたほか、『ザッツ宴会テイメント』や『24時間テレビ 「愛は地球を救う」』（第16回）などで活躍した。
米森と藪本は本企画に乗り気だったものの、逆に永井はかなり抵抗があったことを表明し、当時のアナウンス部長であった舛方勝宏に「4年の下積みを経てやっとレギュラーが持てるようになったのに、なぜ歌ったり踊ったりしなければいけないのか」と抗議したという。結局、舛方の「後輩のまとめ役になってくれ」との説得でしぶしぶ了承した。
1993年4月1日、「いつまでもそばにいて」でシングルCDをリリース（作詞：小田加奈子、作曲：織田哲郎、発売元：バップ、廃盤）。オリコンチャート最高順位は43位。このCDデビューは、当時永井が出演していた『NNNニュースジパング』で「ニュース項目」になるジョークがあった。また、同年8月1日には密着ドキュメンタリーやメイキングなどを収めたVHS「DORA STORY～いつまでもそばにいて」（発売元：バップ、廃盤）もリリースされた。
系列局の讀賣テレビ放送でも当時の若手女子アナ三人衆であった植村なおみ・脇浜紀子・徳山順子で「NORA」が結成されている。
1993年末をもって活動終了（解散）。ラストライブは『夜も一生けんめい。』の中で放送されたが、本来の放送予定日であった1993年12月25日に同番組の司会だった逸見政孝が死去し、急遽内容を追悼企画に変更したことを受け、年が明けた1994年1月8日に改めて放送される事となった。